# Заслуженный артист Эстонской ССР
Заслуженный артист Эстонской ССР и Заслуженный художник Эстонской ССР (эст. Eesti NSV teeneline kunstnik) — почётные звания Эстонской ССР. Присваивались Президиумом Верховного Совета Эстонской ССР и являлись одной из форм признания государством и обществом заслуг в культурном строительстве Эстонской ССР. 
Следующей степенью признания было присвоение звания «народный артист Эстонской ССР» и «народный художник Эстонской ССР», затем «народный артист СССР» и «народный художник СССР».

## Заслуженный артист Эстонской ССР
Звание «заслуженный артист Эстонской ССР» присуждалось с 1941 года (учреждено 31 марта 1941 года).
Присваивалось выдающимся деятелям искусства, особо отличившимся в деле развития театра, музыки, кино, цирка, режиссёрам, композиторам, дирижёрам, концертмейстерам, художественным руководителям музыкальных, хоровых, танцевальных и других коллективов, другим творческим работникам, музыкантам-исполнителям за высокое мастерство и содействие развитию искусства.
Первым удостоенным звания «заслуженный артист Эстонской ССР» стал в 1945 году Тийт Куузик (1911—1990) — оперный певец (баритон).
По состоянию на 1 июля 1979 года звание «заслуженный артист Эстонской ССР» получил 261 человек.
Последнее награждение состоялось в 1990 году: звание «заслуженная артистка Эстонской ССР» получила Каарин Райд (1942—2014) —  режиссёр, актриса и театральный педагог.

## Заслуженный художник Эстонской ССР
Звание «заслуженный художник Эстонской ССР» было учреждено в  1961 году.
По состоянию на 1 июля 1979 года званием «заслуженный художник Эстонской ССР» был удостоен 51 человек.

## Комментарии
1. ↑  Два разных на русском языке звания на эстонский язык переводятся одинаково.